# Mezősas
Mezősas là một thị trấn thuộc hạt Hajdú-Bihar, Hungary. Thị trấn này có diện tích 26,39 km², dân số năm 2010 là 626 người, mật độ 24 người/km².